# Izbugyarokitó
Izbugyarokitó (szlovákul: Zbudský Rokytov) Homonnarokitó településrésze, egykor önálló község Szlovákiában, az Eperjesi kerület Homonnai járásában.

## Fekvése
Homonnától 22 km-re északra fekszik, ma Homonnarokitó délnyugati településrészét képezi.

## Története
A 18. század végén Vályi András így ír róla: „ROKITO. Izbugya Rokito. Orosz falu Zemplén Várm. földes Urai több Uraságok, lakosai ó hitüek; Homonna Rokitótól tsak egy árok választya, határja 2 nyomásbéli, zabot, tatárkát, tavaszi búzát, árpát középszerűen terem, erdeje van.”
Fényes Elek 1851-ben kiadott geográfiai szótárában így ír a faluról: „Rokitó, (Izbugya), orosz falu, Zemplén vmegyében, 15 romai, 823 g. kath., 34 zsidó lak., 1795 h. szántóföld. Erdő. F. u. többen. Ut. p. Nagy-Mihály.”
Borovszky Samu monográfiasorozatának Zemplén vármegyét tárgyaló része szerint: „Izbugyarokitó, a Viravka-völgyben fekvő kisközség 56 házzal és 313 ruthén lakossal, kik gör. kath. vallásúak. Postája, távírója és vasúti állomása Koskócz. A többi Izbugya nevű község sorsában osztozott, csak az 1598-iki összeírásban bukkan fel egy új birtokosa Soós János özvegye személyében. Újabbkori urai a Szirmay, Kéry, Sárossy, Pike, Boronkay s a báró Luzsénszky családok voltak, de most idegen kézen van. Templom nincs a községben.”
1910-ben 322, túlnyomórészt ruszin lakosa volt. 1920 előtt Zemplén vármegye Homonnai járásához tartozott, majd a Trianoni diktátum következtében elcsatolták Magyarországtól.
1970-ben csatolták Homonnarokitóhoz.

## Lásd még
- Homonnarokitó